# Felipe Fernández del Paso
Felipe Fernández del Paso (* 21. Januar 1966 in Mexiko-Stadt) ist ein mexikanischer Szenenbildner und Artdirector.

## Leben
Fernández del Paso begann seine Karriere 1995 als Artdirector bei Robert Rodriguez’ Actionfilm Desperado. Eine weitere Zusammenarbeit mit Rodriguez erfolgte im darauf folgenden Jahr, als er als Szenenbildner an From Dusk Till Dawn mitwirkte. In der Folge war er auch an den beiden Fortsetzungen tätig.
Für das Drama Frida war er gemeinsam mit Hania Robledo 2003 für den Oscar in der Kategorie Bestes Szenenbild nominiert, die Auszeichnung ging in diesem Jahr jedoch an Chicago.

## Filmografie (Auswahl)
- 1995: Desperado
- 1996: From Dusk Till Dawn
- 1999: From Dusk Till Dawn 2 – Texas Blood Money (From Dusk Till Dawn 2: Texas Blood Money)
- 1999: From Dusk Till Dawn 3 – The Hangman’s Daughter (From Dusk Till Dawn 3: The Hangman’s Daughter)
- 2002: Frida

## Auszeichnungen (Auswahl)
- 2003: Oscar-Nominierung in der Kategorie Bestes Szenenbild für Frida